# Како су козаци невјесте ослободили
Како су козаци невјесте ослободили је 3. епизода цртаног филма Козаци. Снимљена је 1973. године. Режисер је био Владимир Дахно.

## Кратак садржај
Гусари су заробили невјесте козака. Козаци су то примијетили и кренули да их ослободе. Пратили су их и дошли у Грчку, гдје су им грађани рекли да су опљачкани од стране гусара и да су они у Египту. Дошли су до Египта, али су га гусари опљачкали и отишли у Индију. Козаци су их пратили и отишли до Индије. Мјештани су им рекли да су гусари отишли и да су их опљачкали. Козаци су отишли на на острво гусара. Преобукли су се у свираче и преварили гусаре. Бацили су их у рупу, ослободили невјесте и вратили се кући.